# Rally Islas Canarias de 2019
El Rally Islas Canarias de 2019 fue la edición 43.ª y la segunda ronda de la temporada 2019 del Campeonato de Europa de Rally, del Campeonato de España de Rally y, por primera vez, del Súper Campeonato de España de Rally. Se celebró del 2 al 4 de mayo y contó con un itinerario de dieciséis tramos que sumaban un total de 200,98 km cronometrados. Fue puntuable también para los campeonatos ERC 2, ERC 3, ERC Ladies, ERC 3 Júnior, ERC 1 Júnior y el Campeonato de Canarias de Rally.
Pepe López fue el ganador de la prueba, tras el abandono del ruso Alexey Lukyanuk que lideró la prueba el primer día pero golpeó una rueda durante el noveno tramo y se vio obligado a retirarse. López se adjudicó su primera victoria en el campeonato de Europa así como la segunda victoria de la temporada en el campeonato de España y la primera en el S-CER.

## Desarrollo
El piloto de Citroën, Pepe López comenzó la prueba liderando hasta que el ruso Lukyanuk se puso en cabeza y mantuvo esta posición hasta el final del primera día de carrera adjudicándose cuatro scratch de ocho tramos disputados. López que marcó el mejor tiempo en los otros cuatro, salvo en el cuarto que empató con el francés Pierre-Louis Loubet, se mantuvo siempre muy cerca de su rival. En tercera posición marchaba el británico Chris Ingram y en la cuarta plaza el alemán M. Griebel ambos a más de medio minuto. En el campeonato de España Iván Ares rodaba en segunda posición a más de 45 segundos de Pepe López, mientras que Enrique Cruz más alejado era tercero. Por su parte José Antonio Suárez que había pinchado una rueda en los primeros compases de la prueba rodaba en cuarta posición. Daniel Marbán sufrió un incendio en la parte trasera de su VW Polo GTI R5 durante el sexto tramo con el consecuente abandono de carrera.
El segundo día de carrera Lukyanuk golpeó la rueda delantera izquierda en un bordillo rompiendo la suspensión, y aunque pudo terminar el tramo se vio obligado a abandonar al no poder reparar la avería. A partir de ahí López se dedicó a mantener su ventaja hasta el final de carrera asegurándose la victoria. El francés Loubet fue el más rápido en dos especiales pero se quedó lejos del podio y solo pudo ser quinto, mientras que Ingram hizo lo mismo y terminó segundo mientras que la tercera plaza fue para el polaco Łukasz Habaj.
En el ERC 2 venció el español Alberto Monarri con el Abarth 124 Rally RGT además de adjudicarse el triunfo en la Abarth Rally Cup; en el ERC 3 el francés Florian Bernardi con un Renault Clio RS R3T. En el campeonato de España, Iván Ares y Pernía acompañaron a Pepe en el podio y en el S-CER lo hicieron Pernía y Xavi Pons. En el campeonato canario ganó Luis Monzón con el Fiesta R5 frente al Porsche 997 GT3 de Enrique Cruz y el i20 R5 de Yeray Lemes, segundo y tercero consecutivamente. Fran Cima ganó en la Copa N5 RMC, aunque su resultado quedó pendiente de revisión por la federación.

## Itinerario
| Día   | Tramo       | Nombre                       | Distancia | Hora                | Ganador                        | Tiempo     | Líder           |
| ----- | ----------- | ---------------------------- | --------- | ------------------- | ------------------------------ | ---------- | --------------- |
| Día 1 | TC1         | Valsequillo 1                | 10.96 km  | 10:08               | Pepe López                     | 6:40.1     | Pepe López      |
| Día 1 | TC2         | San Mateo 1                  | 12.01 km  | 10:29               | Alexey Lukyanuk                | 7:49.4     | Pepe López      |
| Día 1 | TC3         | Tejeda 1                     | 24.10 km  | 11:22               | Alexey Lukyanuk                | 15:42.6    | Alexey Lukyanuk |
| Día 1 | TC4         | Valsequillo 2                | 10.96 km  | 14:41               | Pierre-Louis Loubet Pepe López | 6:38.5     | Alexey Lukyanuk |
| Día 1 | TC5         | San Mateo 2                  | 12.01 km  | 15:02               | Alexey Lukyanuk                | 7:47.7     | Alexey Lukyanuk |
| Día 1 | TC6         | Tejeda 2                     | 24.10 km  | 15:55               | Alexey Lukyanuk                | 15:37.6    | Alexey Lukyanuk |
| Día 1 | TC7         | Las Palmas de Gran Canaria 1 | 1.44 km   | 17:56               | Pepe López                     | 1:09.8     | Alexey Lukyanuk |
| Día 1 | TC8         | Las Palmas de Gran Canaria 2 | 1.44 km   | 18:16               | Pepe López                     | 1:09.8     | Alexey Lukyanuk |
| Día 2 |             |                              |           |                     |                                |            |                 |
| TC9   | Arucas 1    | 7.18 km                      | 09:40     | Pepe López          | 3:55.4                         | Pepe López |                 |
| TC10  | Moya 1      | 15.28 km                     | 10:18     | Pierre-Louis Loubet | 9:33.2                         | Pepe López |                 |
| TC11  | Gáldar 1    | 14.95 km                     | 11:19     | Pierre-Louis Loubet | 8:43.2                         | Pepe López |                 |
| TC12  | Valleseco 1 | 14.57 km                     | 11:52     | José Antonio Suárez | 9:25.6                         | Pepe López |                 |
| TC13  | Arucas 2    | 7.18 km                      | 14:12     | Chris Ingram        | 3:54.5                         | Pepe López |                 |
| TC14  | Moya 2      | 15.28 km                     | 14:50     | Chris Ingram        | 9:29.1                         | Pepe López |                 |
| TC15  | Gáldar 2    | 14.95 km                     | 15:51     | Łukasz Habaj        | 8:39.5                         | Pepe López |                 |
| TC16  | Valleseco 2 | 14.57 km                     | 16:24     | Łukasz Habaj        | 9:20.9                         | Pepe López |                 |

## Clasificación final
| Pos.          | Piloto                   | Copiloto                 | Automóvil               | Tiempo        | Diferencia    |               |
| General / ERC | General / ERC            | General / ERC            | General / ERC           | General / ERC | General / ERC | General / ERC |
| ------------- | ------------------------ | ------------------------ | ----------------------- | ------------- | ------------- | ------------- |
| 1             | Pepe López               | Borja Rozada             | Citroën C3 R5           | 2:06:23.9     | 0.0           |               |
| 2             | Chris Ingram             | Ross Whittock            | Škoda Fabia R5          | 2:06:52.4     | +28.5         |               |
| 3             | Łukasz Habaj             | Daniel Dymurski          | Škoda Fabia R5          | 2:07:03.8     | +39.9         |               |
| 4             | Norbert Herczig          | Ramón Ferencz            | Volkswagen Polo GTI R5  | 2:07:16.8     | +52.9         |               |
| 5             | Pierre-Louis Loubet      | Vincent Landais          | Škoda Fabia R5          | 2:07:18.5     | +54.6         |               |
| 6             | Iván Ares                | David Vázquez            | Hyundai i20 R5          | 2:07:31.4     | +1:07.5       |               |
| 7             | Surhayen Pernía          | Alba Sánchez González    | Hyundai i20 R5          | 2:08:38.3     | +2:14.4       |               |
| 8             | Luis Monzón              | José Carlos Déniz        | Ford Fiesta R5          | 2:08:40.5     | +2:16.6       |               |
| 9             | Marijan Griebel          | Stefan Kopczyk           | Škoda Fabia R5          | 2:09:11.2     | +2:47.3       |               |
| 10            | Niki Mayr-Melnhof        | Leopold Welsersheimb     | Ford Fiesta R5          | 2:09:26.2     | +3:02.3       |               |
| ERC 2         |                          |                          |                         |               |               |               |
| 1. (20.)      | Alberto Monarri          | Alberto Chamorro         | Abarth 124 Tally RGT    | 2:14:20.9     | 0.0           |               |
| 2. (45.)      | Zelindo Melegari         | Corrado Bonato           | Mitsubishi Lancer Evo X | 2:24:45.7     | +10:24.8      |               |
| 3. (50.)      | Carlos David García      | Jordi Díaz               | Abarth 124 Rally RGT    | 2:26:15.2     | +11:54.3      |               |
| ERC 3         |                          |                          |                         |               |               |               |
| 1. (22.)      | Florian Bernardi         | Víctor Belleto           | Renault Clio RS R3T     | 2:15:38.3     | 0.0           |               |
| 2. (23.)      | Jean-Baptiste Franceschi | Anthony Gorguilo         | Ford Fiesta MK8 R2T     | 2:15:43.3     | +5.0          |               |
| 3. (25.)      | Yohan Rossel             | Benoit Fulcrand          | Peugeot 208 R2          | 2:16:04.3     | +26.0         |               |
| CERA          |                          |                          |                         |               |               |               |
| 1.            | Pepe López               | Borja Rozada             | Citroën C3 R5           | 2:06:23.9     | 0.0           |               |
| 2. (6.)       | Iván Ares                | David Vázquez            | Hyundai i20 R5          | 2:07:31.4     | +1:07.5       |               |
| 3. (7.)       | Surhayen Pernía          | Alba Sánchez González    | Hyundai i20 R5          | 2:08:38.3     | +2:14.4       |               |
| 4. (8.)       | Luis Monzón              | José Carlos Déniz        | Ford Fiesta R5          | 2:08:40.5     | +2:16.6       |               |
| 5. (9.)       | Enrique Cruz             | Eugenio Y. Mújica        | Porsche 997 GT3 RS 3.8  | 2:08:59.1     | +2:35.2       |               |
| 6. (13.)      | Xavi Pons                | Rodrigo Sanjuan          | Škoda Fabia R5          | 2:09:39.0     | +3:15.1       |               |
| 7. (14.)      | Yeray Lemes              | Ariday Bonilla           | Hyundai i20 R5          | 2:09:52.1     | +3:28.2       |               |
| 8. (15.)      | Armide Martín            | Pedro J. Domínguez       | Citroën DS3 R5          | 2:12:06.5     | +5:42.6       |               |
| 9. (17.)      | José Antonio Suárez      | Alberto Iglesias Pin     | Hyundai i20 R5          | 2:13:45.0     | +7:21.1       |               |
| 10. (18.)     | Iván Armas               | Francisco Vega           | Porsche 997 GT3 RS 3.6  | 2:14:05.1     | +7:41.2       |               |
| S-CER         |                          |                          |                         |               |               |               |
| 1             | Pepe López               | Borja Rozada             | Citroën C3 R5           | 2:06:23.9     | 0.0           |               |
| 2. (7.)       | Surhayen Pernía          | Alba Sánchez González    | Hyundai i20 R5          | 2:08:38.3     | +2:14.4       |               |
| 3. (13.)      | Xavi Pons                | Rodrigo Sanjuan          | Škoda Fabia R5          | 2:09:39.0     | +3:15.1       |               |
| 4. (14.)      | Yeray Lemes              | Ariday Bonilla           | Hyundai i20 R5          | 2:09:52.1     | +3:28.2       |               |
| 5. (24.)      | Fran Cima                | Juan Luis García         | Renault Clio N5         | 2:15:59.8     | +9:35.9       |               |
| 6. (27.)      | Efrén Llarena            | Sara Fernández           | Peugeot 208 R2          | 2:17:36.8     | +11:12.9      |               |
| 7. (28.)      | Emma Falcón              | Eduardo González Delgado | Citroën C3 R5           | 2:17:52.2     | +11:28.3      |               |
| 8. (38.)      | Raúl Hernández Hernández | Diego Sanjuan            | Peugeot 208 R2          | 2:21:15.8     | +14:51.9      |               |
| Canarias      |                          |                          |                         |               |               |               |
| 1. (8.)       | Luis Monzón              | José Carlos Déniz        | Ford Fiesta R5          | 2:08:40.5     | 0.0           |               |
| 2. (9.)       | Enrique Cruz             | Eugenio Y. Mújica        | Porsche 997 GT3 RS 3.8  | 2:08:59.1     | +2:35.2       |               |
| 3. (14.)      | Yeray Lemes              | Ariday Bonilla           | Hyundai i20 R5          | 2:09:52.1     | +3:28.2       |               |